# Karlovški mir
Karlovški mir je mirovni sporazum, podpisan 26. januarja 1699 v Sremskih Karlovcih v sedanji Srbiji. S podpisom miru se je končala avstrijsko-turška vojna 1683-1697, v kateri je Osmansko cesarstvo  v bitki pri Senti doživelo popoln poraz. Karlovški mir je označil konec osmanske oblasti v velikem delu srednje Evrope in njihovo prvo veliko izgubo ozemlja po več stoletjih širjenja.  Glavna sila v srednji in jugovzhodni Evropi je postala Habsburška monarhija.

## Ozadje in dosežki
Mirovni sporazum med Osmanskim cesarstvom na eni strani in Sveto ligo 1684, koalicijo Svetega rimskega cesarstva, poljsko-litovske Republike obeh narodov, Beneške republike in Carske Rusije na drugi, je bil podpisan po dva meseca trajajočem kongresu.
Sporazum je na osnovi uti posidetis potrdil trenutne ozemeljske posesti vseh podpisnikov. Habsburžani so od Osmanskega cesarstva dobili Egerski  in Varatski ejalet, večino Budimskega ejaleta, severni del Temišvarskega ejaleta in dele Bosanskega ejaleta, se pravi večji del Ogrske, Bosne in Hercegovine, Hrvaške in Slavonije. Kneževina Transilvanija je ostala uradno neodvisna, v resnici pa je bila pod neposredno upravo avstrijskih guvernerjev. Poljska je dobila Podolje, vključno z razdejano trdnjavo v Kamaniçi. Beneška republika je dobila večino Dalmacije in Moreo (Peloponez).  Slednjo je v naslednjih dvajset letih s Požarevskim mirom ponovno dobilo Osmansko cesarstvo. V Sremskih Karlovcih so se pogajali tudi o Svetem grobu, vendar niso dosegli soglasja.
Osmansko cesarstvo je obdržalo Beograd, Temišvarsko banovino (sedanji Temišvar, Romunija) in suverenost nad Vlaško in Moldavsko kneževino. Moskva se je pogajala še naslednje leto in pogajanja zaključila leta 1700  s podpisom  Konstantinopelskega sporazuma, s katerim je sultan Mustafa II. odstopil Petru Velikemu Azov z okolico. V Sremskih Karlovcih so imenovali tudi komisijo, ki se je do leta 1703 ukvarjala z nekaterimi spornimi obmejnimi ozemlji. Meje Hrvaške in Bihaća so bile, predvsem po zaslugi habsburškega člana komisije  Luigija Ferdinanda Marsiglija, dogovorjene do sredine leta 1700, meje okrog Temišvara pa na začetku leta 1701. Meja je bila prvič v zgodovini fizično označena z obmejnimi kamni.
Habsburško Avstrijsko cesarstvo je s pridobitvijo približno 160.000 km² ogrskega ozemlja v Sremu in osemnajst let kasneje v Temišvarski banovini doseglo svoj največji obseg in postalo vodilna regionalna sila.

## Karte
- Politično stanje leta 1568–1571 pred podpisom sporazuma. Na karti so prikazani osmanski ejaleti in vazalne države.
- Politično stanje leta 1699 po podpisu sporazuma:
      Habsburško cesarstvo
      Osmansko cesarstvo
- Srednja Evropa leta  1683 pred podpisom sporazuma:
      Habsburško cesarstvo
      Osmansko cesarstvo
- Poljsko-litovska Republika obeh narodov leta  1686 pred podpisom sporazuma.
- Poljsko-litovska Republika obeh narodov 1699 po podpisu sporazuma.